# Sebastiano (magister militum)
Sebastiano (in latino: Sebastianus; ... – 450 circa) è stato un generale dell'Impero romano d'Occidente, genero dell'influente generale Bonifacio.

## Biografia
Sebastiano era un buon soldato e un cristiano cattolico, genero del potente Bonifacio, comes Africae negli anni 420.
Nel 432 Bonifacio fu elevato al rango di magister militum praesentalis e patricius dall'imperatrice Galla Placidia nel 432; quello stesso anno combatté e vinse la battaglia di Ravenna contro il suo avversario, il generale romano Ezio, ma morì poco dopo per le ferite riportate in battaglia. Con Bonifacio morto ed Ezio in fuga, Galla Placidia nominò Sebastiano successore del suocero.
Ezio, però, riuscì a raggiungere gli Unni, con i quali aveva buoni rapporti, e a tornare in Italia nel 433 alla testa di un loro esercito; Sebastiano fu deposto e dovette fuggire a Costantinopoli, presso la corte orientale, dove ottenne l'appoggio di influenti funzionari imperiali. Permise anche ai suoi sostenitori di iniziare una proficua attività piratesca nell'Ellesponto e nella Propontide.
Nel 444, a seguito di alcuni intrighi di corte, fu costretto a lasciare l'Oriente, e raggiunse la corte del re dei Visigoti Teodorico I e, da qui, Barcellona. Decise poi di passare in Africa, dove fu accolto dal re dei Vandali Genserico. Presso la corte vandala ricoprì la funzione di consigliere, ma nel 450 Genserico lo mise a morte.
È anche possibile che la sua partenza da Costantinopoli sia da far risalire al 435, l'arrivo in Africa al 440 e la sua morte sia antecedente al 445.